# RACING LABO SUPER GT+KYOJO
『RACING LABO SUPER GT+KYOJO』（レーシングラボ スーパージーティープラスキョウジョ）は、2025年（令和7年）4月6日からテレビ東京系列で放送されているSUPER GTとKYOJO CUPの情報を中心としたモータースポーツ及び自動車情報番組。KeePer技研一社提供番組。

## 概要
かつて放送していた『激走!GT』『SUPER GT+』（初代）で取り上げていたSUPER GTに加えKYOJO CUPなどモータースポーツに注目しレースの楽しさをお届けする番組。
レースだけにはとどまらず、クルマ全般の楽しさを発信する番組であるが、初代に放送されていたFIA・F4やポルシェ・カレラカップジャパンの模様は放送されなくなった。
番組MCは吉村崇（平成ノブシコブシ）が務める。

## 出演者
MC
- 吉村崇（平成ノブシコブシ）[3]

リポーター
- 山本倖千恵（テレビ東京アナウンサー）
- 嶺百花（テレビ東京アナウンサー）

解説
- 横溝直輝（レーシングドライバー）

## スタッフ
- ナレーター - 児玉ユウスケ
- 構成 - 河口ワタル、キシモトジュン太
- 撮影 - 原正美、星野洋平、老平勝則
- 音声 - 熊内直美
- 編集 - 柳雄善
- MA - 古田正人
- 音響効果 - 中田圭三
- タイトル - 安居院一展（アパッシュ）
- 撮影・映像協力 - GTアソシエイション、インタープロトモータースポーツ
- ディレクター - 田村英之、吉井孝至、藤井将人、武内修
- 総合演出 - 志水俊太郎
- プロデューサー - 鈴木恵介、市川浩一郎、金山陽一、清藤麻美
- 制作協力 - CODE/CHORD,Inc、CROSS TECH、AIEXIA PRODUCTION
- 製作著作 - テレビ東京、PROTX